# Charles Copeland (artiste, 1924)
Pour les articles homonymes, voir Charles Copeland.
Charles Copeland, né le 19 septembre 1924 à Winona dans le Missouri et décédé le 7 novembre 1979 à New York, est un peintre et illustrateur américain.

## Illustrations

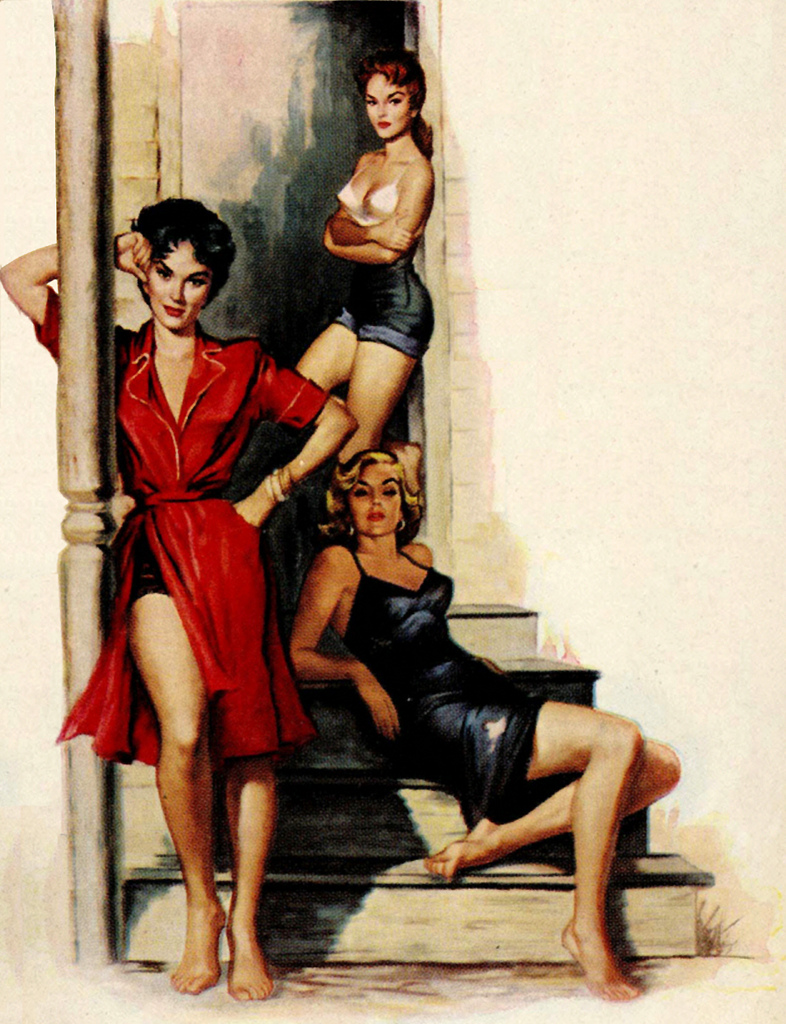
Three Of A Kind, 1957
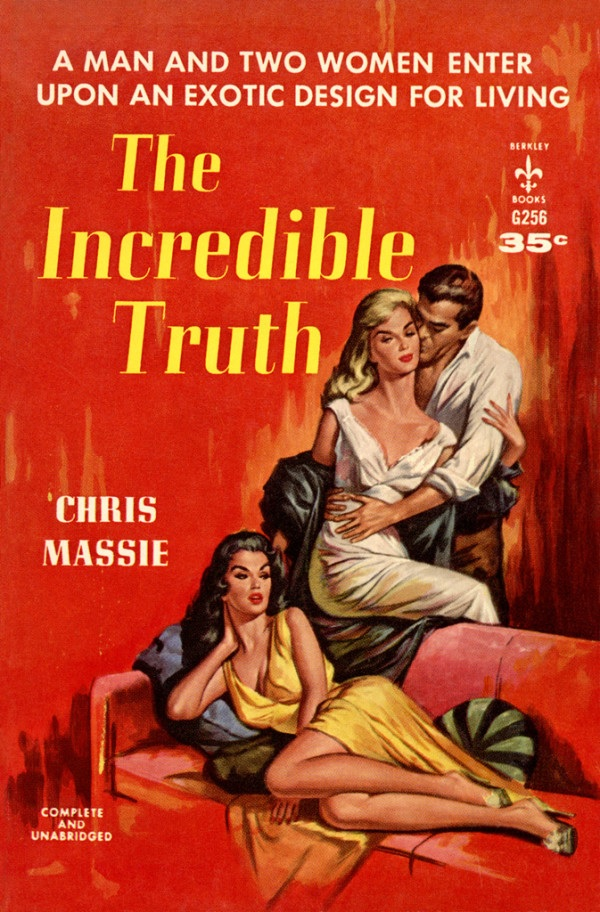
The Incredible Truth, 1959
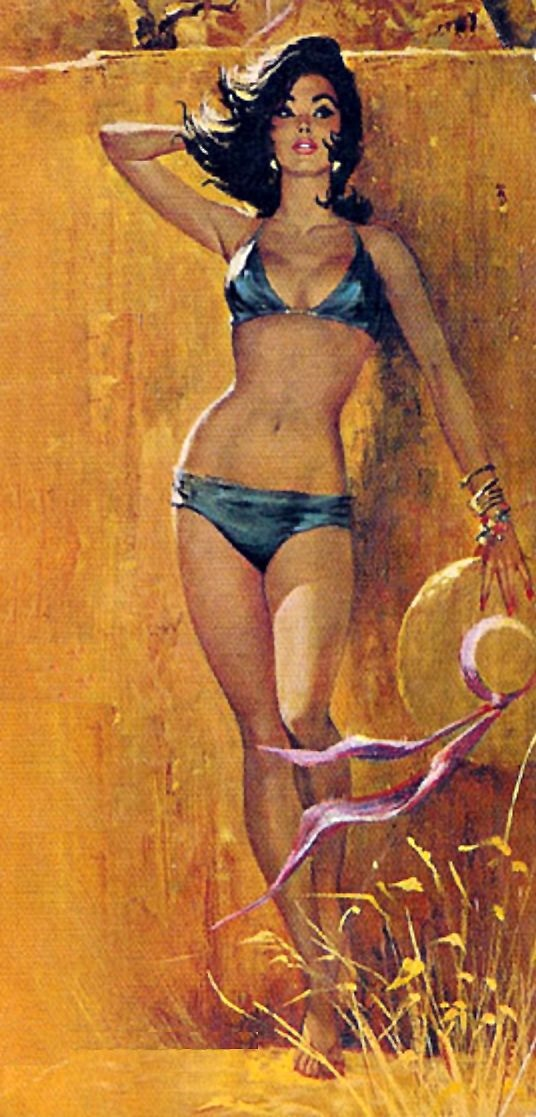
Love in the Sun, 1962
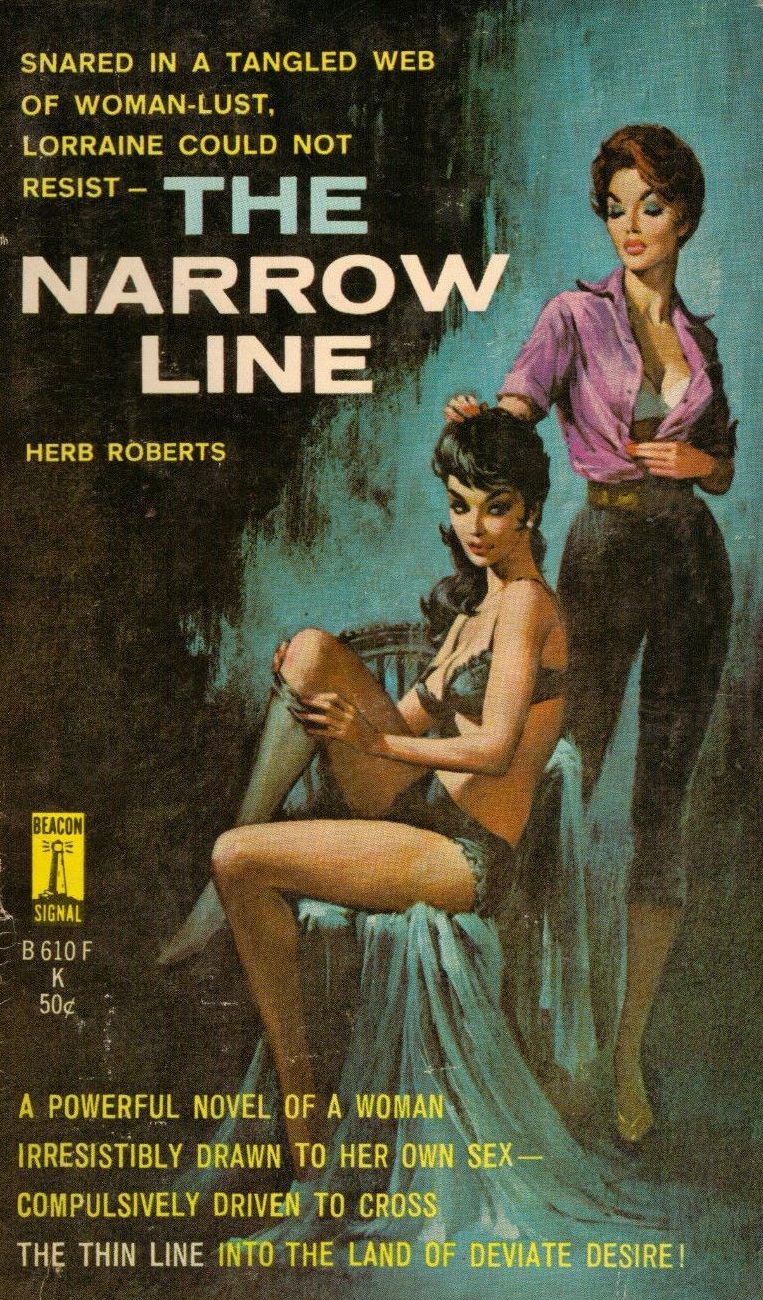
The Narrow Line, 1963